# Língua fusiva
Língua fusiva, flexiva, flexional ou amalgamente é uma língua composta de semantemas e morfemas expressos através de flexão. Sabe-se que tanto as línguas indo-europeias como as línguas semitas são flexivas. O português é exemplo de língua fusiva, pois pode encaixar mais de um morfema dentro de uma mesma palavra: menino-s corr-em feliz-es.